# GNU Aspell
GNU Aspell (o Aspell) è un software libero per il controllo ortografico. Sviluppato dal Progetto GNU, è pubblicato sotto GNU LGPL.